# Mrzeżyno (gmina)

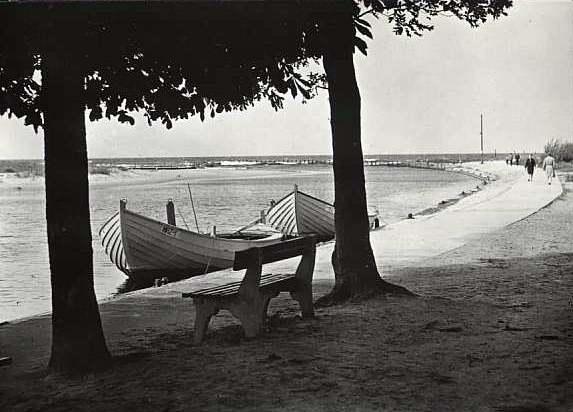
Zdjęciu portu w Mrzeżynie z 1963

Mrzeżyno (1945–46 Głębokie) – dawna gmina wiejska istniejąca w latach 1945–1954 w woj. szczecińskim (dzisiejsze woj. zachodniopomorskie). Siedzibą władz gminy było Mrzeżyno.
Gmina Głębokie powstała po II wojnie światowej (1945) na terenie tzw. Ziem Odzyskanych (tzw. III okręg administracyjny – Pomorze Zachodnie). 28 czerwca 1946 gmina Mrzeżyno – jako jednostka administracyjna powiatu gryfickiego – weszła w skład nowo utworzonego woj. szczecińskiego.
Według stanu z 1 lipca 1952 roku gmina była podzielona na 3 gromady: Gorzysław, Roby i Trzebusz. Gmina została zniesiona 29 września 1954 roku wraz z reformą wprowadzającą gromady w miejsce gmin. Jednostki o nazwie Mrzeżyno nie przywrócono 1 stycznia 1973 roku wraz z kolejną reformą reaktywującą gminy, a obszar dawnej jednostki wszedł w skład gminy Trzebiatów.